# Irenomys tarsalis
Genre
Espèce
Statut de conservation UICN

 LC  : Préoccupation mineure
Irenomys tarsalis est une espèce de rongeurs de la famille des Cricétidés. C'est la seule espèce du genre Irenomys.

## Répartition
Cette espèce est présente au Chili et en Argentine.